# Enzo Degani
Enzo Degani, né le 30 septembre 1934 et mort le 23 avril 2000, est un helléniste italien. Il s’est particulièrement spécialisé dans la lexicologie (étudiant notamment Hésychios d'Alexandrie) ainsi que dans la grammaire grecque et le lyrisme.

## Carrière
Fils de Garibaldi Degani, garde-chasse, et d’Angelina Pasquale, professeur d'école élémentaire, il finit ses études secondaires au lycée A. Pigafetta de Vicence. Après avoir assisté à une conférence de l’helléniste Carlo Diano (it) à l'Université de Padoue, il décide d’étudier la philologie classique.
Il soutient son doctorat le 7 novembre 1958 à l’université de Padoue ; sa thèse, de lexicologie, sur Aïôn d’Homère à Aristote, est publiée en 1961 et témoigne de sa rigueur : chacun de ses postulats se voit appuyé par un solide corpus textuel, qui revêt une importance capitale dans ses travaux. Dans les années 1960, il travaille sur les correspondances lexicales, dans le but d'aider à la reconstitution des termes perdus. Il se fait par la suite un partisan d'une analyse toujours plus scientifique de la lexicographie, entre philologie et histoire, c'est-à-dire entre une rigoureuse étude textuelle et une reconsidération permanente des problèmes historiques.
Après un an à l’Université de Cagliari en tant qu'assistant volontaire auprès de Carlo Diano (1958-1959), il assiste Benedetto Marzullo en littérature grecque classique à l’Université de Cagliari (1959-1960 et 1968-1969). En 1965, avec l’appui de Mario Untersteiner, il acquiert la libera docenza (it) et occupe à Cagliari les chaires de philologie byzantine (1965-1966 et 1969-1970) et de littérature grecque (1967-1969).
Il est ensuite nommé à l’Université de Bologne professeur extraordinaire (1969-1972) puis ordinaire (1972-2000) en littérature grecque. Il enseigne également l'histoire de la langue grecque, l'histoire de la philologie classique, la philologie byzantine et grecque.
Il a également été dans les années 1970-1990 professeur invité dans de nombreuses universités européennes et sud-américaines.
Lorsque Degani s’intéresse à la poésie lyrique (ce qui aboutira à l'ouvrage Démocratie athénienne et développement du drame antique, 1978), il considère qu'il a un point de vue à apporter : une certaine défiance vis-à-vis de l'anthropologie, qu'il estime trop éloignée des textes.
Après sa thèse, Enzo Degani publie notamment Démocratie athénienne et développement du drame antique en 1978, des Études sur Hipponax en 1984, puis édite les Hipponactis Testimonia et Fragmenta, en 1991. À l'analyse critique des œuvres d'Hipponax, Degani apporte un commentaire soigné, à la croisée entre son analyse textuelle érudite et l'histoire de la philologie. C'est également avec ses deux œuvres consacrées à cet auteur grec que Degani atteint le sommet de son art, tant il a été pris de passion par cet auteur et a poussé l'analyse de ses œuvres. C'est également par cet auteur qu'il s’intéresse aux nombreux poètes parodiques grecs, tombés depuis des millénaires dans l'oubli.
Il crée en 1990 Eikasmos. Quaderni Bolognesi di Filologia Classica. Cette revue annuelle de l’Université de Bologne est considérée comme l’une des plus sérieuses dans le domaine de la philologie. Elle est divisée en deux parties : la première est consacrée à l’exégèse et à l’étude textuelle, la seconde est consacrée à l’histoire de la philologie classique, et a pour but d’apporter une mise à jour régulière des études dans ce secteur.
En 1998, Degani reçoit le Praemium Classicum Clavarense.
Degani a été marié à la philologue Maria Grazia Bonanno.

## Publications
- Αἰών da Omero ad Aristotele, Florence, L.S. Olschki, 1961 (collection : Pubblicazioni della Facoltà di Lettere e Filosofia ; 37) : publication de sa thèse ; réédition : Bologne, Pàtron, 2001.
- Poeti Greci Giambici ed Elegiaci. Letture Critiche, Milan, Mursia Editore, 1977, 208 p. (collection : Lettureitiche. Serie di Letteratura Greca ε Latina, 6)[2].
- avec Gabriele Burzacchini : Lirici greci. Antologia, Florence, La Nuova Italia, 1977[3].
- Hipponactis testimonia et fragmenta, Leipzig, Teubner, 1983, 226 p.[4] ; réédition en 1991.
- Studi su Ipponatte, Bari, Adriatica editrice, 1984, 352 p. (collection : Studi ε Commenti. II)[5]. ; réédition : Hildesheim, Georg Olms, 2002.